# Alcossebre
Alcossebre (em valenciano e oficialmente), Alcocéber ou Alcocebre (em castelhano) é uma localidade que,  juntamente com I Cap Corp e Las Fuentes, pertence ao município de Alcalà de Xivert, na província de Castellón, Comunidade Valenciana na Espanha.
É uma pequena vila litorânea localizada na Costa del Azahar, fazendo fronteira ao norte com a área municipal de Peníscola e ao sul com a de Torreblanca. Composta por dez quilômetros de costa em cinco praias de grande extensão, também é considerada como uma das poucas cidades que não foi totalmente urbanizada (como a maioria das cidades costeiras).
Além da zona costeira, Alcossebre tem diferentes pontos de vista das montanhas pertencentes à paisagem natural da Serra de Irta. Ao longo de seus dez quilômetros de litoral há cinco praias principais: Las Fuentes, Carregador, Romana, del Moro e Manyetes (ou Tropicana), que tem a bandeira azul como um sinal de qualidade. Também se encontram três angras: Três praias, que é um conjunto de três angras separadas por formações rochosas, cujo leito é rochoso, a angra Cala del Moro, que é separada da praia com o mesmo nome de uma pequena duna e a angra Cala Blanca, encontrada perto do farol.
A praia Manyetes ou Tropicana é de grande referência em termos de fauna e flora, com plantas endémicas. A praia de Las Fuentes é uma das mais visitadas e tem 360 metros comprimento e 32 metros de largura de área. Caracteriza-se por algumas fontes que emergem da areia e da água dos rios que se originam da Serra Irta. As ilhas Columbretes estão fora da costa de Castellón, cuja origem é vulcânica.

## Toponímia
Joan Coromines i Vigneaux faz derivar tanto as formas castelhanas Alcocéber e Alcocebre quanto a forma valenciana Alcossebre do árabe Al-quṣaiba, diminutivo de القصبة (transcrito como al-qaṣbah) "forte" (de onde deriva a palavra "alcáçova"). Este pequeno forte permitiria vigiar as incursões de possíveis inimigos por mar, já que Alcossebre se acha perto de Capicorb (do latim caput curvum, isto é, "cabo curvo"), saliência natural sobre o mar que permite aumentar o raio de vigilância. Como não existe uma forma portuguesa para este topónimo, é preferível usar a forma valenciana Alcossebre por ser a forma oficial da localidade.

## História
Nos arredores há várias jazidas arqueológicas, como a do Tossalet. Em 1260, depois da conquista cristã, os Templários concederam uma carta de povoamento. A medida não teve sucesso, de modo que concederam outra carta de povoamento em 1320, mediante a qual a população ficava sob a jurisdição do Castelo de Xivert. A integração de Alcossebre ao município de Alcalà de Xivert aconteceu no ano 1583. A proximidade do mar facilitou os ataques de piratas berberes ao longo dos séculos XVI e XVII; a fim de evitar estes ataques, construíram-se várias atalaias como a torre de Ebri (muito destruída) e a torre de Capricorb (em muito bom estado).

## Economia
A economia baseia-se na atividade agrária e na pesca nos pesqueiros do Fang (diante da costa do Parque natural do Prat de Cabanes-Torreblanca). Atualmente a atividade pesqueira comercial desapareceu e o turismo é o motor econômico da localidade. Perto da estrada que une esta localidade e Alcalà de Xivert havia um apeadeiro da via-férrea entre Valência e Barcelona, que se fechou nos anos 1990.